# Acrochordonichthys strigosus
Acrochordonichthys strigosus — вид риб з роду Acrochordonichthys родини Akysidae ряду сомоподібні. Видова назва походить від латинського слова strigosus, тобто «стрункий».

## Опис
Загальна довжина сягає 8,4 см. Голова маленька, сплощена зверху. Морда помірно видовжена. Очі маленькі. Є 4 пари невеличких вусів. Має 5 зябрових променів. Тулуб подовжений, тонкий. Скелет складається з 40 хребців. У спинному плавці є 1 колючий і 5 м'яких променів. Жировий плавець маленький, його задній край округлий, з'єднано зі спинним низьким гребенем. Грудні плавці помірно видовжені. У самців статеві сосочки товсті й короткі. Хвостовий плавець видовжені, розділений.
Загальний фон світло-коричневий. Плавці з великими смугами.

## Спосіб життя
Біологія вивчена недостатньо. Є демерсальною рибою. Воліє до прісних вод. Зустрічається у річках зі швидкою течією та піщано-кам'янистими ґрунтами. Вдень заривається у пісок або ховається під камінням. Активна вночі. Живиться дрібними водними безхребетними.

## Розповсюдження
Мешкає в басейні річки Капуас на заході о. Калімантан.